# Gaedea separata
Gaedea separata är en fjärilsart som beskrevs av Erich Martin Hering 1925. Gaedea separata ingår i släktet Gaedea och familjen bastardsvärmare. Inga underarter finns listade i Catalogue of Life.